# غريس لين كونغ
غريس لين كونغ هي ممثلة كندية، ولدت في 1987 في كندا.

## وصلات خارجية
- غريس لين كونغ على موقع IMDb (الإنجليزية)
- غريس لين كونغ على موقع قاعدة بيانات الفيلم (الإنجليزية)